# Stadion Skałka im. Pawła Waloszka w Świętochłowicach
Stadion Skałka im. Pawła Waloszka (dawniej Stadion OSiR Skałka) – stadion w Świętochłowicach-Piaśnikach. Wchodzi w skład kompleksu Ośrodka Sportu i Rekreacji „Skałka”. Od października 2014 r. patronem stadionu jest Paweł Waloszek, a pełna nazwa brzmi: Stadion Skałka im. Pawła Waloszka.
Stadion został zbudowany w drugiej połowie lat 70. XX wieku, na terenie gdzie mieściły się hałdy. Oddany do użytku został oficjalnie 1 czerwca 1979 a 22 czerwca 1979 padł rekord frekwencji – 27 000 ludzi zasiadło na trybunach (nadkomplet). Obecnie na stadionie gra zespół piłkarski Śląsk Świętochłowice oraz odbywają się mecze żużlowe. Ostatnimi wielkimi imprezami na stadionie Skałka były: mecz młodzieżowej reprezentacji Polski U21 oraz spotkania majowe z żużlem.
W kwietniu 2005, podczas mszy w intencji Jana Pawła II, na stadionie zgromadziło się blisko 20 000 osób.
W 2014 roku kibice żużlowi spontanicznie wzniecili pospolite ruszenie, które przyczyniło się do reaktywacji speedwaya w mieście. 15 października 2014 roku obiektowi nadano imię Pawła Waloszka, a 17 lipca 2015 roku za sprawą turnieju „Speedway Reaktywacja” na świętochłowicką Skałkę powróciły zawody żużlowe.
Stadion im. Pawła Waloszka na Skałce w Świętochłowicach miał przejść całkowitą modernizację. W 2018 roku podpisano umowę i rozpoczęła się m.in. rozbiórka trybun. Wkrótce okazało się, że nie ma na tę inwestycję pieniędzy.
Obecnie (II 2023) stadion znajduje się w przebudowie - remontowany jest główny budynek oraz tor żużlowy. 